# Jacek Sas-Uhrynowski
Jacek Sas-Uhrynowski (Varsóvia, 1957) - ator polonês de cinema e teatro.

## Curriculum vitae
Ele é graduado pela Academia de Teatro Aleksander Zelwerowicz em Varsóvia (1980). Nos anos 1980-1987 ele foi ator no Teatro Współczesny em Varsóvia. O mais popular foi o papel do italiano Giuseppe Baldini na comédia de Janusz Majewski C.K. Deserters (1985). Apesar do sucesso do filme, ele não conseguiu desenvolver sua carreira. Em 1989 ele foi para o Canadá com sua esposa. Ele retornou ao país nos anos 1990, mas não voltou a atuar.
Em 1980, ele era o marido da atriz Agnieszka Kotulanka. Eles tiveram 2 filhos: filho Michał (nascido em 1985) e filha Katarzyna (nascida em 1987). O casal se divorciou nos anos 1990. Mais tarde ele se casou novamente.

## Filmografia
- Dom (1979-2000; série de TV) - episódio no ep. 6. pt. Vista sua pele
- Case (1981) como Daniel, amigo de Witek desde a infância (na segunda versão)
- Ele era jazz (1981) como Rajmund
- Sam entre eles (1985) como ORMO-wie Komorowski
- Lago Constance (1985) como o padre Cleont
- C. K. Deserters (1985) como Giuseppe Baldini
- Missão especial (1987) como oficial britânico em um avião
- Wielki Wóz (1987) como oficial
- Crimen (1988, série de TV) como Andrzej Witoszyński
- E o violino parou de tocar (1988) como Paweł, um amigo de Roman
- Desertores de ouro (1998) como coronel Giuseppe Baldini